# Gemini 5
La Gemini 5 fou un vol espacial tripulat del programa Gemini de la NASA llançat a l'agost del 1965. Fou el tercer vol Gemini tripulat, l'onzè vol espacial tripulat estatunidenc i el 19è vol espacial de tots els temps (incloent-hi els vols de l'X-15 per sobre de 100 km).
També va ser la primera vegada que una missió espacial americana tripulada superava el rècord de durada en òrbita, el 26 d'agost de 1965, trencant així el rècord anterior de cinc dies que tenia la Unió Soviètica establert per Vostok 5 el 1963.

## Tripulació[3]

### Tripulació original
- Gordon Cooper (2 missions espacials anteriors), pilot comandant de bord[4]
- Pete Conrad (1 missió espacial anterior), pilot[4]

### Tripulació de reserva
- Neil Armstrong, pilot comandant de bord[4]
- Elliott See, pilot[4]

### Tripulació de suport
- Virgil I. Grissom (Cape)
- James A. McDivitt (Houston)
- Edwin E. Aldrin (Houston)
- Neil Armstrong (Houston)

## Paràmetres de la missió
- Massa: 3,605 kg (7,948 lb)
- Perigeu: 162 km (87 nmi)
- Apogeu: 350.1 km (189.0 nmi)
- Inclinació: 32.61°
- Període: 89.59 minuts
- REP (Rendezvous Evaluation Pod) sub-satèl·lit: El 21 d'agost de 1965 a les 16:07:15 UTC, el REP va ser posat en òrbita des de la nau espacial Gemini 5.

## Objectius
Un dels objectius generals del programa Gemini era dominar les tècniques de trobada que s'haurien d'implementar durant el programa Apollo. El primer objectiu de la Gemini 5 va ser fer un encontre amb un paquet de 35 kg anomenat "REP" (Rendezvous Evaluation Pod), que s'havia deixat anar després de l'enlairament i estava equipat amb un radar i un transmissor de senyal de ràdio que servien d'objectiu.
El segon objectiu era completar un vol de llarga durada, ja que les missions lunars requeririen almenys vuit dies de viatge. Tot i que inicialment el vol estava previst que durés set dies, els funcionaris de la NASA li van afegit un dia més un mes abans del llançament. Per tal de produir l'electricitat suficient per a un vol tan llarg, el mòdul anava equipat amb piles de combustible.
Un altre objectiu: fotografiar la Terra amb lents d'alta resolució, especialment per al Pentàgon

## El vol
El llançament va ser perfecte, malgrat el coet Titan II patis una oscil·lació durant diversos segons (el problema es va corregir a les següents missions).
Després de dues hores de vol, els astronautes van expulsar el "REP" per posteriorment iniciar el procés d'encontre, però una caiguda de pressió en una de les piles de combustible els obliga a cancel·lar la maniobra.
Al llarg del vol, la tripulació es va posar a prova per mal funcionament de les piles de combustible amb múltiples conseqüències: reducció de la temperatura a l'interior de la cabina, producció excessiva d'aigua... Tots dos van tenir problemes de son i estaven bastant cansats quan van tornar a la Terra.
La càpsula va aterrar a 130 km del punt previst perquè un programador havia introduït a l'ordinador de bord un valor de rotació de la terra de 360 ° / 24 h en lloc de 360,98 °.